# لو جيان
لو جيان (بالصينية: 鲁健) هو مقدم تلفزيوني صيني، ولد في 4 أكتوبر 1972 في آلشا ليغوي ‏ في الصين.